# Trần Độ
Trần Độ, pseudonimo di Tạ Ngọc Phách (Provincia di Thai Binh, 23 settembre 1923 – Hanoi, 9 agosto 2002), è stato un generale, politico e rivoluzionario vietnamita, Tenente generale dell'Esercito popolare vietnamita.
Fu espulso dal Partito Comunista del Vietnam a causa delle sue critiche alla linea ufficiale del partito e allo Stato,  alla fine della Guerra del Vietnam.

## Biografia
Crebbe nella Provincia di Thai Binh. Suo padre era interprete in un ufficio di Hanoi, a quel tempo uno status sociale piuttosto elevato. Nel 1939, divenne un giornalista ad Hanoi, ma nello stesso anno fu catturato dai francesi per poi essere rilasciato per mancanza di prove.
Nel 1940 si iscrisse al Partito Comunista del Vietnam, mentre alla fine del 1941, venne nuovamente catturato dai francesi. Questa volta però fu condannato a 15 anni di prigione. Nel tardo 1941, da Hoa Lo (Hanoi), fu esiliato nella Provincia di Son La. Qui, era in prigione insieme al rivoluzionario, militare e politico vietnamita, Lê Đức Thọ e Xuân Thủy, futuro ministro degli esteri vietnamita. Nel 1943 venne trasferito nelle isole Côn Đảo. In seguito fuggì dalla prigione continuando le sue attività rivoluzionarie. Guidò successivamente una protesta contro l'occupazione francese, dando inizio alla sua carriera militare. Nel 1968 si unì all'ufficio centrale per il Vietnam del Sud servendo come comandante durante l'Offensiva del Têt, in particolar modo durante l'assalto a Saigon.

## Carriera militare
- 1946 - Leader di Hanoi nel campo della difesa nazionale contro i francesi.
- 1950 - Venne promosso a Maggior generale
- 1964 - Si recò nel Vietnam del Sud per preparare le forze irregolari al conflitto con la Repubblica del Vietnam, divenendo il vice-comandante in capo del Fronte di Liberazione Nazionale del Vietnam del Sud.
- 1974 - Viene promosso a Tenente generale
- 1974-1976 - Fu vicepresidente della commissione politica centrale dell'esercito

## Vista riformista
Dopo la guerra del Vietnam, come leader della cultura nazionale vietnamita, lavorò nella sezione culturale impegnandosi a conferire alla cultura maggiore libertà. Era consapevole che una cultura senza libertà era una cultura morta e anche la propaganda di regime subiva la stessa sorte. Secondo la sua opinione maggiore era il controllo, più la cultura moriva.
Nei termini della leadership comunista, disse: "sostengo il ruolo di leadership del partito. Sebbene leadership non debba necessariamente diventare sinonimo di dittatura. La storia ci ha mostrato che qualsiasi dittatura finisce presto per sprofondare nella corruzione, facendo marcire la società e lo stesso partito".
Secondo le sue opinioni, questo fenomeno, presente nel partito e nella società, era dovuto alla guida esclusiva della nazione del partito comunista.
Affermava con vigore che la guida esclusiva del partito comunista era la causa del regime dittatoriale, e che bisognava conferire maggior potere all'assemblea nazionale e al governo. Inoltre sosteneva che avrebbero dovuto essere promulgate leggi che permettessero la formazione di altri partiti, la libertà di parola e la pubblicazione di testate giornalistiche indipendenti. Infine la possibilità di elezioni democratiche. Queste sue opinioni gli costarono l'espulsione dal partito.